# Calamária
Calamária (em grego: Καλαμαριά; romaniz.: Kalamariá) é uma cidade periférica, no subúrbio de Tessalônica, a cerca de 5 km ao sudeste do centro de Tessalônica. A população local de 91.279 (dado de 2011) é a nona maior da Grécia, e cresceu 8% desde o censo de 1991